# Peter Anich

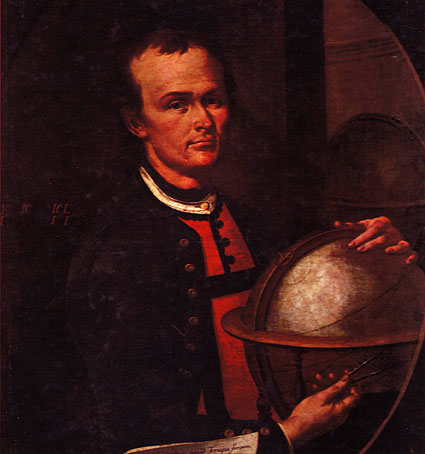
Peter Anich, Ölgemälde von Philipp Haller, 1759

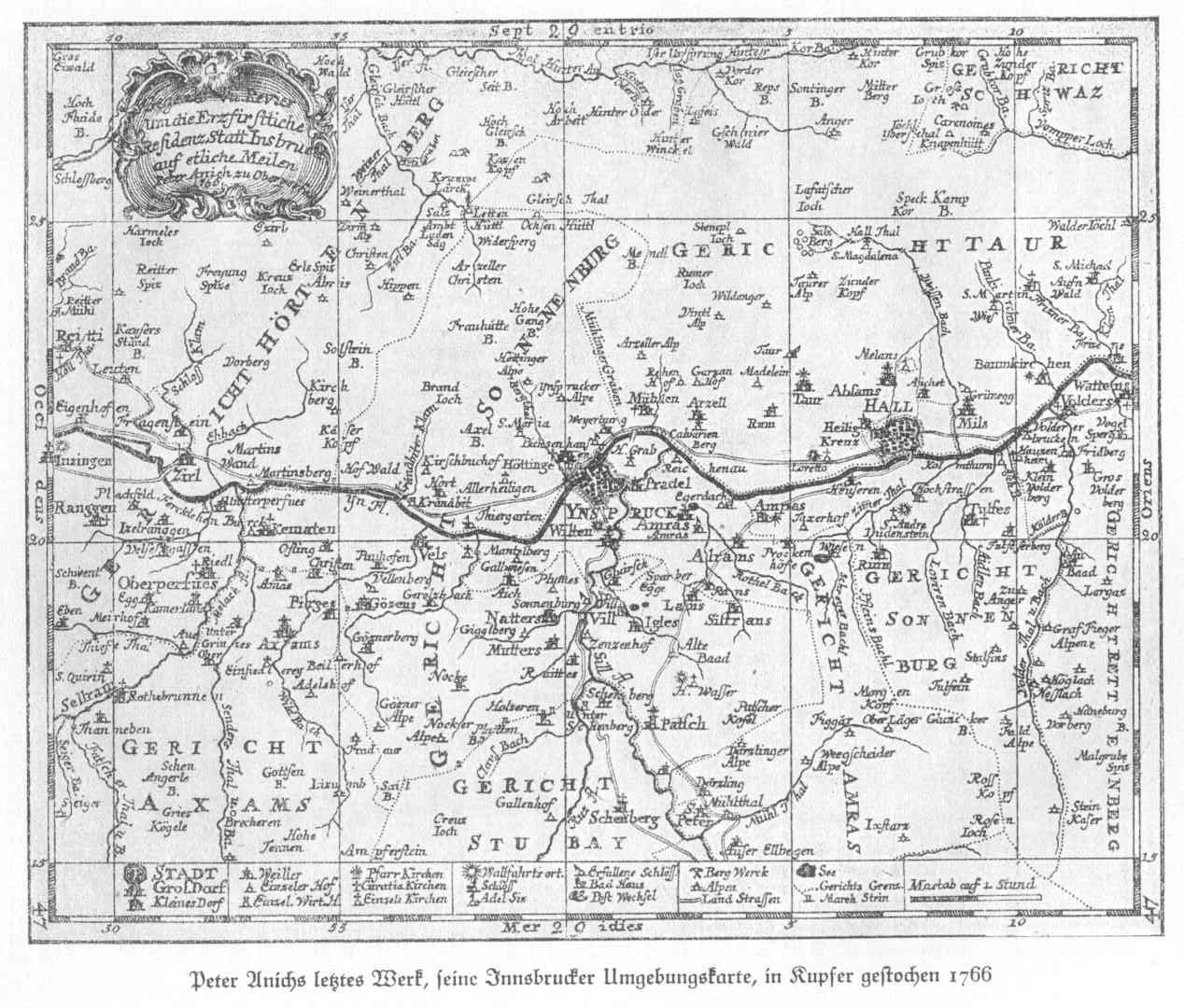
Anichs letztes Werk: Umgebungskarte von Innsbruck, 1766

Peter Anich (* 7. Februar 1723 in Oberperfuss, Tirol; † 1. September 1766 in Oberperfuss, Tirol) war ein Tiroler Geometer und Kartograf. Seine Werke, besonders der 1774 veröffentlichte Atlas Tyrolensis, zählen zu den genauesten Landkarten ihrer Zeit. Anich, der wegen seiner bäuerlichen Herkunft häufig als „Bauernkartograf“ bezeichnet wird, wurde darüber hinaus auch als Astronom sowie Konstrukteur von Sonnenuhren und Globen bekannt.

## Leben
Peter Anich wurde in Oberperfuss als einziger Sohn unter vier Kindern des Bauernehepaars Ingenuin und Gertrud Anich geboren. Anich musste am elterlichen Bauernhof arbeiten und genoss vermutlich keine geregelte Schulbildung, sondern erlernte nur vom Ortspfarrer einige Grundkenntnisse im Lesen, Schreiben und Rechnen. Daneben lehrte ihn sein Vater das Drechslerhandwerk und förderte sein handwerklich-konstruktives Geschick, etwa beim Bau einfacher Messinstrumente. Einige Versuche, bei den Innsbrucker Jesuiten Näheres über Feldmessung und Astronomie zu lernen, untersagte der Vater allerdings. Als er 1742 starb, übernahm der erst 20-jährige Peter den Hof und die Drechslerwerkstatt.
Anich begann schon während seiner Tätigkeit als Hirte den Himmel zu beobachten und sich für Astronomie zu interessieren. Auf einem nahen Birnbaum richtete er sich einen Beobachtungsplatz ein und fand ohne jede Hilfe den Himmelspol durch wiederholtes Anzielen vieler Sterne, bis er an den (fast unbewegten) Polarstern geriet. Bereits 1745 konstruierte er an einer Hauswand in Oberperfuss seine erste Vertikalsonnenuhr. Hierbei handelte es sich bereits um eine komplizierte Konstruktion, deren Berechnung trigonometrische Kenntnisse erforderte. Wie Anich die entsprechenden Fähigkeiten erworben hatte, ist unbekannt. 1751 ging Anich nach Innsbruck und wurde beim Jesuiten und Mathematikprofessor Ignaz Weinhart vorstellig, den er um Unterricht in Astronomie und Mathematik bat. Weinhart war nach einer kurzen Prüfung von Anichs Talent überzeugt, bot ihm Privatunterricht an und wurde bis zum Ende seines Lebens Anichs wichtigster Förderer. In den folgenden Jahren wanderte Anich an Sonn- und Feiertagen nach Innsbruck, um bei Weinhart Unterricht zu nehmen und für ihn Globen und wissenschaftliche Instrumente herzustellen.

Der Atlas Tyrolensis

Etwa ab 1756 begann sich Anich auch mit Kartografie zu beschäftigen. 1759 schlug Weinhart vor, ihn mit der Erstellung einer neuen Landeskarte von Tirol zu beauftragen, die später als Atlas Tyrolensis bekannt wurde. Ab 1760 fiel Anich dann die Aufgabe zu, die Tirolkarte von Joseph Freiherr von Spergs, an dieser wegen seiner Abberufung nach Wien nicht weiterarbeiten konnte, zu vollenden. Nachdem er in den folgenden Jahren das „nördliche Tirol“ (Tirol mit Ausnahme des bereits von Spergs kartierten Welschtirol) vermessen und kartiert hatte, wurde er ab 1764 auch mit der Aufnahme des südlichen Teils betraut. Ab 1765 ging ihm dabei Blasius Hueber, der spätere Vollender des Atlas Tyrolensis, zur Hand. Bei Arbeiten in den Sümpfen der Etsch erkrankte Anich, zeit seines Lebens von eher schwächlicher Konstitution und schon mehrere Jahre beinahe gehörlos, am „Gallfieber“, von dem er sich nicht mehr erholte. In seinen letzten Lebensmonaten wurde er, aufgrund seiner fehlenden Arbeitsfähigkeit bereits verarmt, von Kaiserin Maria Theresia mit einer goldenen Ehrenmedaille ausgezeichnet. Darüber hinaus wurde er für die Sammlung der Universität porträtiert und erhielt eine Pension von 200 Gulden jährlich zugesprochen. Diese konnte er jedoch nicht mehr in Anspruch nehmen, nach seinem Tod am 1. September 1766 erhielt sie seine Schwester Lucia ausbezahlt.

## Werk
Das Hauptwerk Peter Anichs, der Atlas Tyrolensis, zählt auf Grund seines Maßstabs, seiner Präzision und der Größe des dargestellten Gebiets zu den international bedeutendsten kartografischen Leistungen des 18. Jahrhunderts. Peter Anich verwendete für seine Vermessungen Weiterentwicklungen des Messtischverfahrens, die eine besonders genaue Triangulation ermöglichten. Er arbeitete dabei zum Teil mit selbst konstruierten Messgeräten. Darüber hinaus gilt die Darstellung der Hochgebirgsregionen und insbesondere der Gletscher im Atlas Tyrolensis als für die damalige Zeit besonders exakt. Anichs bäuerliche Herkunft und Umgangsformen ermöglichten ihm einen guten Kontakt zur einfachen Landbevölkerung und verhalfen damit dem Atlas Tyrolensis zu seinem reichen Schatz an geografischen Namen, die bis dahin nicht erfasst worden waren.
Mindestens zehn große Sonnenuhren in der Umgebung von Innsbruck stammen von Peter Anich. Teilweise handelt es sich dabei um komplizierte Konstruktionen, die neben der Uhrzeit auch noch etwa den Monat bzw. das Tierkreiszeichen der Sonne anzeigen.
Bekannt wurde Anich auch für seinen 1756 unter Anleitung von Weinhart konstruierten großen Himmelsglobus mit etwa einem Meter Durchmesser. Über die diesem Werk vorausgehenden astronomischen Messungen und Forschungen Anichs ist heute jedoch nur wenig bekannt. 1759 folgte ein Erdglobus derselben Größe, beide Werke sind heute im Tiroler Landesmuseum zu finden. Daneben konstruierte er mehrere kleinere Erd- und Himmelsgloben, bei denen er auch das Kartenbild selbst als Kupferstich ausführte.

## Gedenken

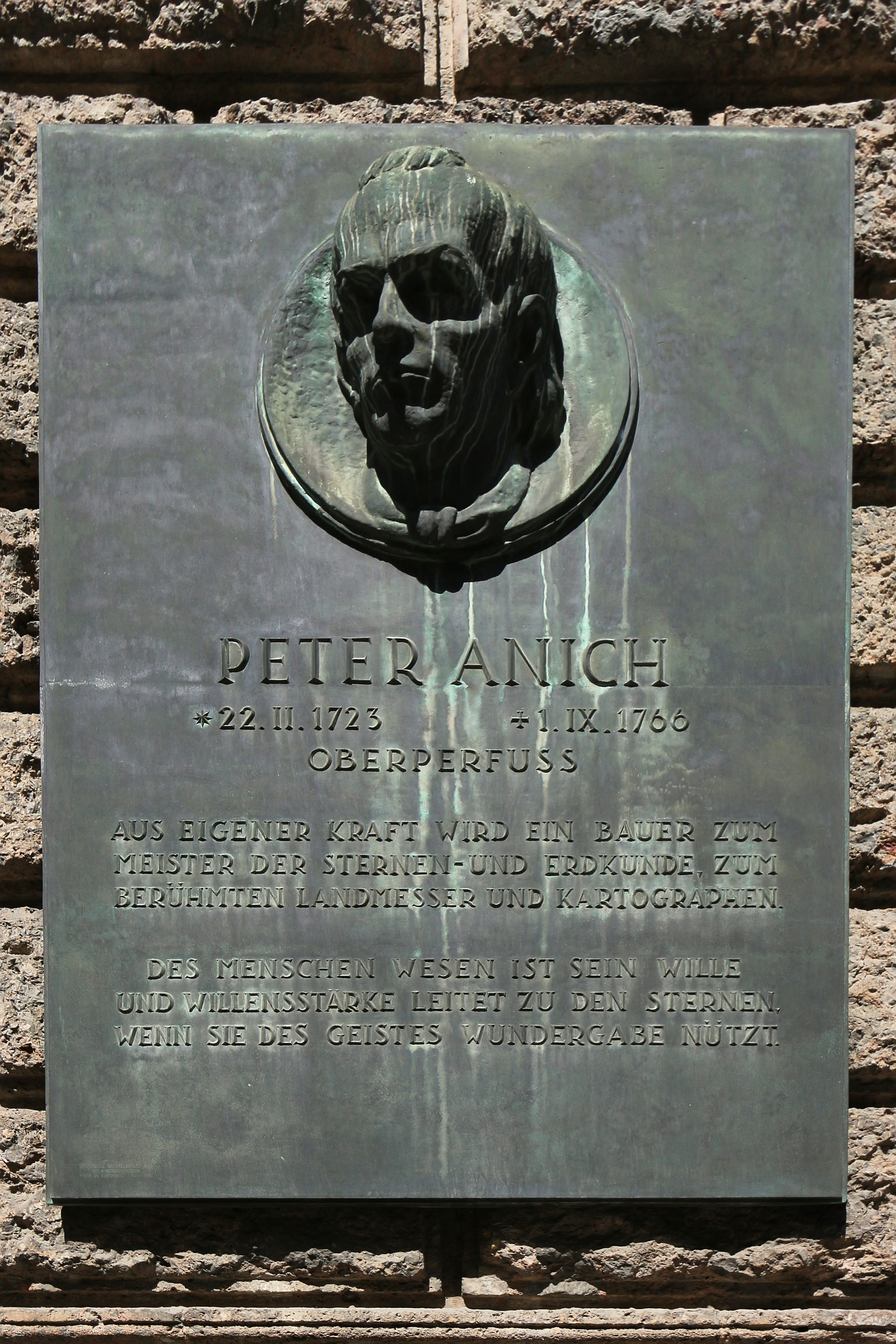
Gedenktafel an der HTL Anichstraße

Nach Peter Anich sind die Innsbrucker Anichstraße, die Grazer Anichgasse, in Wien-Floridsdorf der Anichweg, die Peter-Anich-Siedlung in Bruneck und die Geometeroberschule in Bozen sowie die Peter-Anich-Hütte oberhalb von Rietz benannt. Der nördliche Ramolkogel in den Ötztaler Alpen trägt auch seinen Namen, Anichspitze.
Außerdem ist das einzige Sonnenobservatorium Südtirols (Sonnenobservatorium Peter Anich) nach ihm benannt.
Oberperfuss erinnert mit dem Peter-Anich-Weg und einem Globus im Wappen an den großen Sohn der Gemeinde. Das Anich-Hueber-Museum zeigt Dokumente, Karten, Vermessungsgeräte und mehrere von Anich angefertigte Erd- und Himmelsgloben. Auch die Musikkapelle, die Volksschule und die drei Gondelbahnen am Rangger Köpfel in seiner Geburtsgemeinde sind nach ihm benannt.
An der Fassade des Tiroler Landesmuseums Ferdinandeum befindet sich sein von Antonio Spagnoli in Marmor gemeißelter Porträtkopf zusammen mit denen anderer Dichter und Wissenschaftler. Am Gebäude der HTL Anichstraße wurde um 1950 eine von Emmerich Kerle geschaffene Gedenktafel mit dem Porträt Anichs angebracht.